# 11665 Dirichlet
11665 Dirichlet è un asteroide della fascia principale. Scoperto nel 1997, presenta un'orbita caratterizzata da un semiasse maggiore pari a 3,2675526 UA e da un'eccentricità di 0,1563122, inclinata di 15,83452° rispetto all'eclittica. L'asteroide è dedicato al matematico tedesco Peter Gustav Lejeune Dirichlet.